# You Am I樂隊

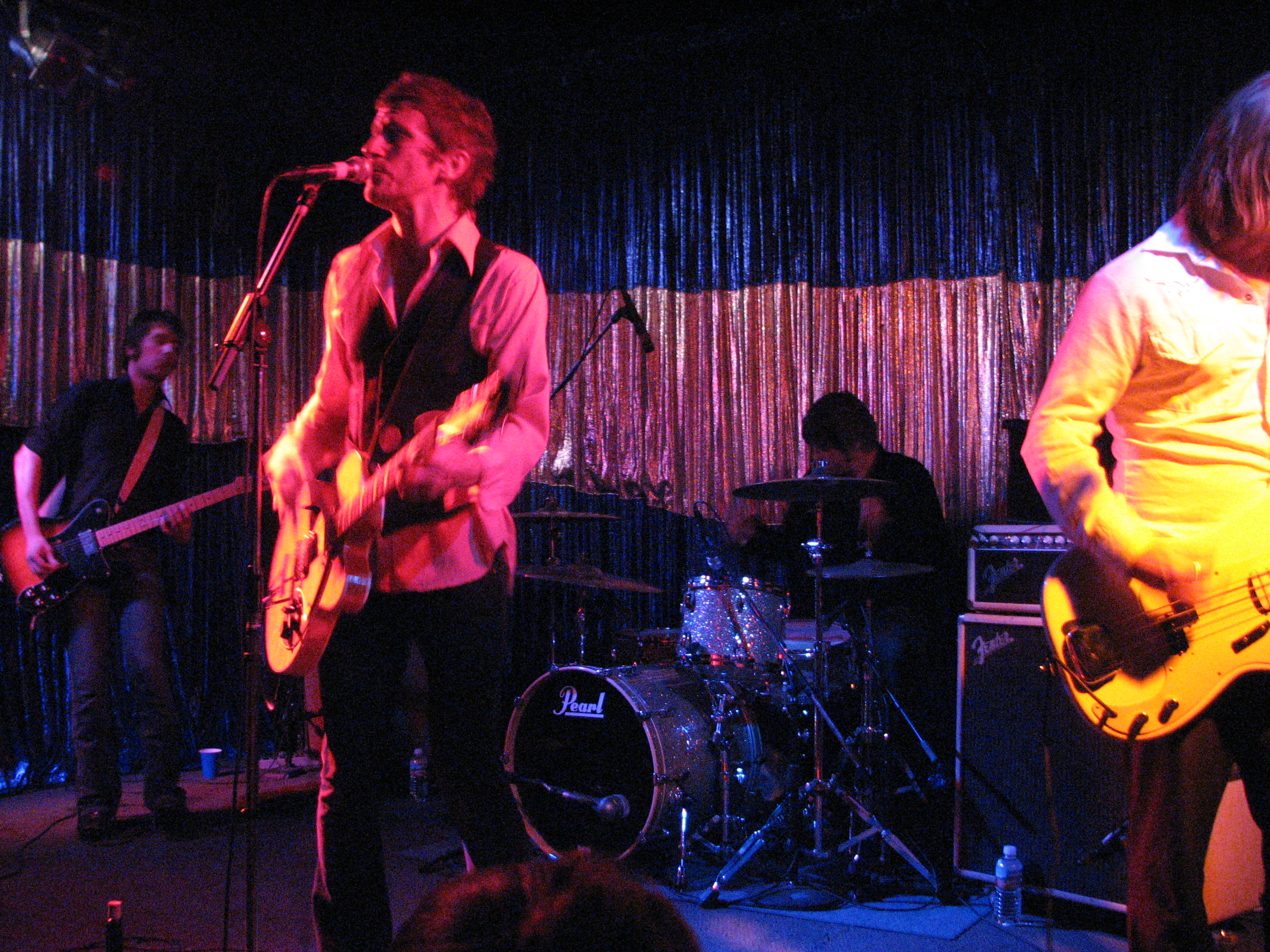
You Am I 乐队的照片，左一为大衛·凌，左二为领唱添·羅渣斯，右一应为安德魯·肯特

You Am I樂隊，是一個來自澳洲悉尼的搖滾樂隊，成員有Tim Rogers,Davey Lane,Rusell Hopkinson和ANdy Kent
他們暫時是澳洲唯一一隊有3張大碟有拿個澳洲排行磅冠軍。

## 成員
安德魯.肯特（Andy Kent）-貝斯
羅素’何奇信（Russell Hopkinson）-鼓
添’羅渣斯（Tim Rogers）-歌手
大衛’凌（David Lane）-吉他

## 關於
早期，添’羅渣斯與同学力克’廸输拿和兄長斉米在1989年12月開始組成。樂隊的名字在喝醉后的午夜錄音時想到的。但這組合在1990年后己解散。(You Am I 1993年首張大碟的歌 “Jaimme’s Got A Gal” 中提及添的兄長為何退出，后來找到樂隊的前錄音員安廸’肯特彈貝斯和马克’ 吞拉利當鼓手。
在九十年代早期樂隊己發出几張細碟，但最大突破是在1993年的Big Day Out演出時被青年会的利’ 朗拿道看上。然后在利’ 朗拿道當監制下発出首張大碟 “Sound As Ever”。大碟在1993年澳洲音樂大獎中贏得最佳另類音樂獎。
樂隊跟了 Ra Record 簽約，是一個 rootArt Record 期下一個另類搖滾部門，在美国己 Restless Record 發行。
在首張大碟發行后，吞拉利退出，他被羅素’何奇信（前幼椎園罪案鼓手），造出了直至今天的核心組合，由始開始，樂隊加入了大衛’凌當第二結他，原因是樂隊對大衛的樂隊 The Pictures 的作品感到興趣，和在樂隊的官方網站用高精確度去抄寫樂團的歌譜，但大衛在訪問中提及到他想退出原因是他認為他破壞了自己喜歡的樂隊是因為自己的加入。原因是在首次演出時在歌曲里加了太多自己的結他獨奏。
You Am I 在九十年代中期開始在美国演出，包括在羅拉巴洛剎跟 Soundgarden演出，當中也有 Redd Kross, The Strokes 和Smoking Pipes.（但 Soundgarden 也在一九九四年澳洲 Big Day Out 跟 You Am I 演出），就算在美国成功度不大，但在澳洲己很有名。
You Am I 的第二和第三唱片令 You Am I 更成功，兩隻碟也拿了澳洲音樂大獎的第一名。而第三大碟更是第一次拿到銷量榜第一。碟內的歌有了十二線結他的民歌味和六十年代流行曲風格，而不再是一般搖滾味。
少數民曲味較重的是他們1998年的第四張大碟，包括 “Heavy Heart”，一首摥心，邊緣味和KTV 風格的情歌，內容說關於男女分手。1999年，主音添’ 羅渣斯首次出個人大碟 “What Rhymes With Car and Girls?”
由於唱片公司問題，You Am I 在2001年才發出第5隻大碟，而大衛’凌已第一次已正式成員在唱片中出現。2002年發行第６張大碟，但不及過去成功。當時己單曲 “Who Put The Devil In You” 放在網上給人下載。雖然在1998年 rootArt Records 己被BMG 收購，但You Am I 在2003年才加入 BMG。

## 影響力
You Am I 對現代搖滾影響深遠，大部份九十年代和二千年代的澳洲樂隊直言受到 You Am I 的影響，特別是JET樂隊，狼母，奇利士般樂隊和银椅樂隊等后輩。

## 個人發展和前成員
在2002至2006年之間，大衛·凌和添·羅渣斯主要集中在個人作品上，大衛在2004年以 The Wrights 成員身份在澳洲音樂大獎典禮演出，隊內其他成員全是澳洲名樂隊成員。大衛的樂隊，The Pictures，首次在2005年出碟，羅渣斯的另外樂隊，Tim Rogers and the Temperance，在2004年出了大碟 Spit Polish 和2005年雙大碟 Dirty Ron/Ghost Songs.
2005年后期，You Am I 在基格·衛以斯監制下發行第七張大碟，名為 “罪犯”。因為樂隊成員的種族背景，也可能是九十年代中期樂隊的別名。“罪犯” 在於2006年5月13日推出，透過維珍唱片發行，在美国以 Yep Roc Record 出版。You Am I 在2007年主力在美国演出和作宣傳。
斉米和力克·廸输拿是樂隊早期的成員，在1989年12月到1990年尾內，沒有錄到一首歌。
馬克·吞拉利是樂隊第一個正式鼓手，和唯一在 You Am I 的重金属風格鼓手和使用雙低音鼓。馬克在其後退出了樂隊。
基利格·希冶葛曾在1999年前替 You Am I在演唱會上負責結他和電子琴。雖然在1999年前是負責第二結他的位置，但不像大衛·凌一樣，他從不是樂隊里的一位正式成員。主音羅渣斯對希治葛不滿是他認為希治葛的電子琴聲令動樂隊的風格不自然。

## 大碟
- Sound As Ever（rooArt Records, 1993年11月）
- Hi Fi Way（rooArt Records, 1995年2月）
- Hourly, Daily（rooArt Records, 1996年7月）
- #4 Record（rooArt Records, 1998年4月）
- ...Saturday Night, 'Round Ten（rooArt Records, 1999年11月）
- Dress Me Slowly（BMG Australia, 2001年4月）
- Deliverance（BMG Australia, 2002年9月）
- No After You Sir...: An Introduction to You Am I（Transcopic Records, 2003年5月）
- The Cream & The Crock - The Best Of You Am I（BMG Australia, 2003年9月15日）
- Convicts（Virgin/EMI, 2006年5月13日／Yep Roc Records, 2007年1月23日）

## 外部連結
- www.youami.com.au （页面存档备份，存于）
- www.youami.net （页面存档备份，存于）
- You Am I at Musichead.com.au
- Trouser Press entry （页面存档备份，存于）
- Howlspace bio